# Peter Lely
Sir Peter Lely (Soest, 14 settembre 1618 – Londra, 30 novembre 1680) è stato un pittore olandese, particolarmente attivo in Inghilterra.

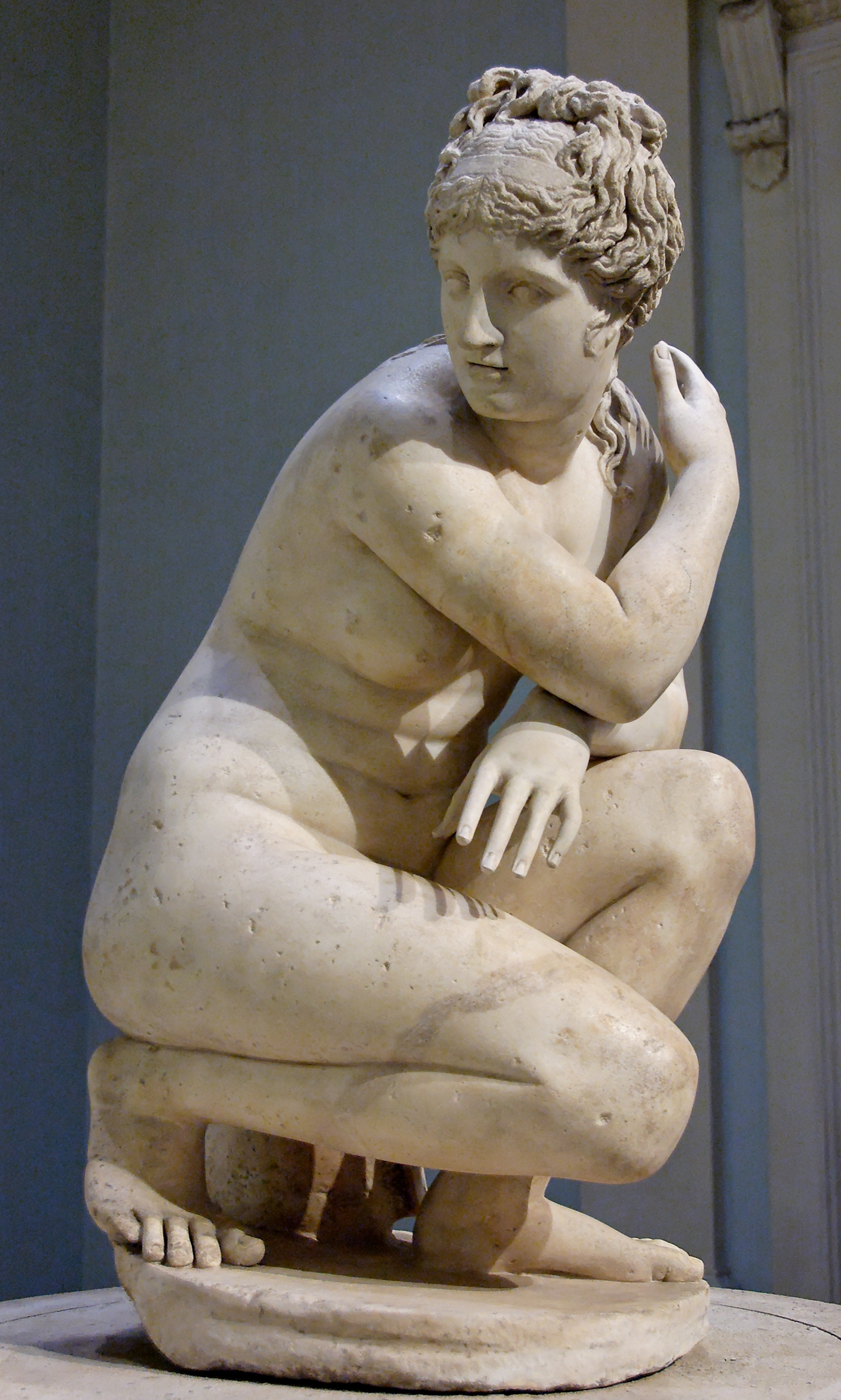
Venere di Lely

Dal 1640, anno del suo arrivo a Londra, alla morte, fu il pittore più ricercato e noto di tutto il regno d'Inghilterra, successore nel ruolo di ritrattista di Antoon van Dyck. Lely possedeva una ricca raccolta di capolavori di altri artisti, specialmente disegni.

## Biografia
Peter nacque da genitori olandesi con il nome Pieter van der Faes in una cittadina della Vestfalia, Soest. Suo padre, ufficiale, serviva militarmente l'elettore di Brandeburgo Giorgio Guglielmo. Peter studiò l'arte della pittura nella città di Haarlem ed ebbe l'occasione di divenire apprendista del pittore Pieter de Grebber. Nel 1637 entrò a far parte della gilda Sint-Lucasgilde, di cui fecero parte molti altri artisti olandesi e fiamminghi come Rembrandt e van Dyck. Si pensa che adottò il cognome Lely dopo aver visto un giglio araldico sul frontone del palazzo dove nacque suo padre presso L'Aia.
Lely arrivò in Inghilterra attorno al 1641. I suoi primi dipinti, a carattere religioso o mitologico, si ispiravano a van Dyck, pittore ufficiale di Carlo I scomparso un anno prima, e al barocco fiammingo. In breve Lely dimostrò di essere anche un buon ritrattista; la corte e la nobiltà ora si rivolgevano a Lely per un ritratto ufficiale. Nel 1647 entrò a far parte di un'associazione di pittori della città di Londra e ritrasse lo stesso Carlo I; ma la sua grande fama non finì con la condanna a morte del sovrano. Lely servì anche Oliver Cromwell, nuovo Lord Protettore d'Inghilterra, e in seguito suo figlio Richard. Alla caduta del regime repubblicano e con la restaurazione di Carlo II Stuart divenne pittore di corte. Nel 1661 ottenne i privilegi che erano di van Dyck e ricevette 200 sterline annue. Nel 1662 venne naturalizzato inglese.
Nel 1680, dopo una brillante carriera, Lely morì lasciando una grande collezione di dipinti, fra cui opere di Paolo Veronese, Tiziano, Claude Lorrain e Rubens tra i più celebri.